# ロングアイランド (お笑いコンビ)
ロングアイランドは、太田プロダクションに所属する日本のお笑いコンビ。2016年1月結成。

## メンバー
松尾 侑治（まつお ゆうじ、1992年3月1日 - ）（33歳）
ボケ担当。立ち位置は向かって左。
大阪府東大阪市出身。血液型B型。大阪芸術大学音楽科ヴォーカル専攻卒業。妹が2人いる。
2021年8月6日、TBS系列のテレビ番組『UTAGE!』に出演。Novelbrightの『Walking with you』や、斉藤和義の『歌うたいのバラッド』を披露し、その歌唱力がSNSを中心に話題になった。
R-1グランプリにピン芸人として出場する際は「マツオボックリ」の名義を用いる。

松原 ゆい（まつばら ゆい、1991年12月11日 - ）（33歳）
ツッコミ・ネタ作り担当。立ち位置は向かって右。
大阪府大阪市出身。血液型O型。身長172 cm。関西外国語大学英米語学科卒業。本名は松原 侑潔（読み同じ）。
弟が2人いる。長弟はプロ野球選手の松原聖弥。次弟はラーメン店で店長をしている。
2021年3月から8月にかけて行われた企画「野球脳サバイバルナイター」において、中山秀征やティモンディ高岸宏行、スピードワゴン小沢一敬などの野球好き芸能人に勝利し優勝。同年8月20に行われたグラウンドチャンピオンシップ大会では江川卓、赤星憲広、井端弘和などの解説者陣にも勝利した。
R-1グランプリにピン芸人として出場する際は「あの頃の天国」の名義を用いる。
お笑い芸人のはなわとは、家族ぐるみで親交がある。

## 来歴・概要
大阪市立桜宮高等学校（現：大阪府立桜宮高等学校）野球部の同級生として出会う。3年生の時は春季大阪大会準決勝で、山田哲人擁する履正社高等学校に勝利した。
幼い頃からダウンタウンなどの芸人に憧れ、人を笑わせることや人前に出ることが好きだった松原は、大学卒業後に芸人を目指して上京。太田プロの養成所に入所したが、当時コンビを組んでいた相方とはそりが合わず、卒業時に解散した。一方松尾は大学卒業後に役者の事務所に入る。とにかく舞台に立つことが夢だったため、すでにお笑いの道に進んでいた松原から声をかけられたときは「舞台に立てる」程度の考えしかなかったという。
2016年にコンビを結成。コンビ名はカクテルのロングアイランド・アイスティーに由来する:2。

## 賞レースの主な成績

### コンビ
- 歌ネタ王決定戦2018 - 準決勝進出[11]
- M-1グランプリ2019 - 3回戦進出[12]
- M-1グランプリ2020 - 2回戦進出[12]
- M-1グランプリ2021 - 2回戦進出[12]
- M-1グランプリ2022 - 2回戦進出[12]
- M-1グランプリ2023 - 2回戦進出[12]
- M-1グランプリ2024 - 2回戦進出[12]

### 個人
松尾（マツオボックリ 名義）
- R-1ぐらんぷり2020 - 2回戦進出
- R-1グランプリ2021 - 2回戦進出

松原（あの頃の天国 名義）
- R-1ぐらんぷり2019 - 2回戦進出
- R-1ぐらんぷり2020 - 2回戦進出

## 出演

### ラジオ
- UR賃貸住宅 presents!ロングアイランドのURに住んで売れたいのであーる。（文化放送「レコメン!」内、2018年7月4日[16] - 2019年6月25日[17]）
- ロングアイランドの眠気なラジオ（TOKYO FM、2020年11月23日[18]）

### 配信番組
- ロングアイランドの島民の掟[注釈 2]（ニコニコチャンネル ニコジョッキー、2018年1月31日 - ）

### CM
- UR賃貸住宅 ラジオCM（文化放送）
- HARD・OFF 劇団ひとり「ロック編」[20] 松尾のみ

### 舞台
- 絶叫（ストレイドッグプロモーション、2022年1月21日 - 24日[注釈 3]、6月3日 - 5日[22]）[23] - 梶原仁 役（松原）、山井裕明 役（松尾）

### 雑誌
- JJ（2018年3月号）
- 週刊ベースボール（2021年4月19日号）
- 月刊ジャイアンツ（2021年10月号）

## 単独ライブ
2019年5月29日 - ロングアイランド初単独ライブ「島民大感謝祭であーる｡｣（文化放送12階メディアプラスホール）